# Bisexualita

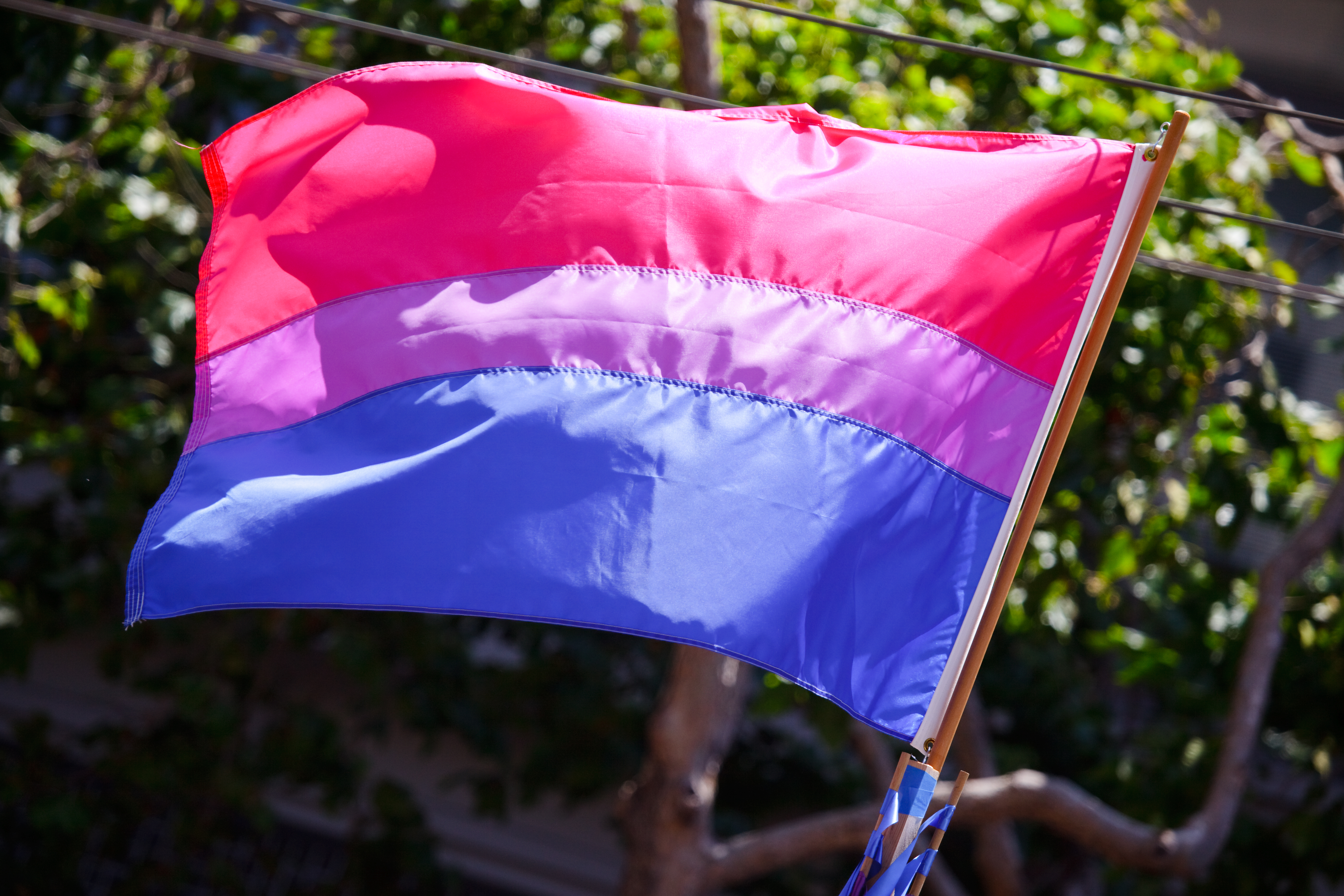
Vlající vlajka hrdosti bisexuálů, symbol bisexuální komunity, na San Francisco Pride v roce 2009

Bisexualita je erotická, emocionální a/nebo sexuální přitažlivost k mužům i ženám. Existují dvě pojetí bisexuality. V prvním je chápána jako svébytná sexuální orientace (podobně jako heterosexualita a homosexualita), zatímco v druhém je vnímána pouze jako specifický projev sexuálních aktivit heterosexuálně a homosexuálně orientovaných osob.

## Teoretické přístupy
Termín bisexualita se poprvé objevil v 19. století. Původně byl užíván ve smyslu biologického hermafroditismu (u jedinců s mužskými i ženskými pohlavními znaky). Analogicky k tomu byly stejnopohlavní vztahy dobovou psychiatrií a psychoanalýzou vysvětlovány jako psychický hermafroditismus či projev sexuální inverze. Například Karl Heinrich Ulrichs v 60. letech 19. století označil sexuální přitažlivost k osobám stejného pohlaví jako důsledek „ženské duše v mužském těle“.

### Freud a vrozená bisexualita
Sigmund Freud ve svém díle Tři pojednání k teorii sexuality z roku 1905 uvádí, že podstata inverse (v dnešní terminologii homosexuality) není uspokojivě vysvětlena ani domněnkou, že je vrozená, ani domněnkou, že je získaná. Zvláštní pozornost Freud věnuje tzv. obojaké inversi (psychickému hermafroditismu), což je pojem zhruba odpovídající dnešnímu pojmu bisexuality, a příležitostné inversi (která postihuje případy dnes interpretované jako náhradní sexuální chování). Freud zmiňuje vysvětlení výskytu inverse teoriemi Franka Lydstonea, Kiernana a Chevaliera, vycházejícími z faktu výskytu bisexuálnosti neboli hermafroditismu a faktu, že jistý stupeň anatomického hermafroditismu patří k normě, tj. týká se každého jedince. Toto pojetí předpokládá, že původní založení je bisexuální (tj. hermafroditní), ale během vývoje se změnilo v monosexuální specializace se zakrnělými zbytky znaků druhého pohlaví. Přenesení na psychickou inversi (psychický hermafroditismus) však Freud shledával problematickým proto, že inverze není pravidelně spojena s psychickými a somatickými příznaky hermafroditismu, ale obojí se vyskytují téměř nezávisle, v čemž se odvolával například na Halbana. Za exaktnější pokus o vysvětlení považoval Freud Krafft-Ebingovu tezi, že jak bisexuální založení mozku, tak pohlavní orgány se vyvíjejí pod vlivem pohlavních žláz, a tedy odchylky obojího jsou vývojovou poruchou. O mužských a ženských centrech v mozku však podle Freuda nebylo ještě známo nic než hypotézy.
Freudův koncept konstituční bisexuality dále rozpracoval jeho žák a spolupracovník Wilhelm Stekel, podle něhož je bisexualita původním a univerzálním základem lidské sexuality. Na rozdíl od svého mentora tvrdil, že je přirozené navazovat vztahy jak s muži, tak s ženami, a že monosexualita (tedy heterosexualita a homosexualita) je nepřirozená, neboť v obou případech podle něj dochází u jedince k potlačení části sebe sama. Kromě Freuda, Stekela a několika dalších psychoanalytiků však nebyla bisexualitě věnována významnější pozornost. Pokud se ve výzkumech objevil bisexuálně se projevující jedinec, byl buď evidován jako homosexuál či vůbec nebyl brán v potaz.

### Kinsey a nový přístup k bisexualitě

Kinseyho stupnice

Významný zlom ve vývoji přístupů k bisexualitě nastal díky práci amerického biologa a průkopníka v oblasti sexuologie Alfreda Kinseyho. Ten spolu se svými spolupracovníky provedl v letech 1938 až 1949 ve Spojených státech rozsáhlý výzkum zaměřený na sexuální chování mužů a žen, publikovaný v letech 1948 a 1953 v rámci tzv. Kinseyho zpráv. Při vyhodnocování jeho výsledků kromě jiného zjistil, že všechny respondenty nelze podle sexuálního chování označit buď za výlučně heterosexuální, nebo homosexuální. Aby tuto skutečnost zohlednil, sestavil sedmibodovou stupnici (tzv. Kinseyho stupnice) kontinuálního přechodu mezi heterosexualitou a homosexualitou se stupni 0 až 6, kde 0 znamenala výlučně heterosexuální chování a 6 výlučně homosexuální chování. Mezilehlé stupně 1 až 5 značily různou míru bisexuálního chování, přičemž stupeň 3 byl zcela bisexuální (tj. rovnoměrně heterosexuální a homosexuální). Stupnice začala být později analogicky používána jako koncepce sexuální orientace. Ačkoli byl Kinseyho výzkum z metodického hlediska kritizován, tvoří základ jedné z etap vývoje moderní sexuologie. Jedním z jeho významným přínosů je posun vymezení sexuální orientace od dvou protichůdných kategorií (heterosexuality a homosexuality) k již zmíněnému kontinuálnímu pojetí. (Podrobné výsledky Kinseyho výzkumu ve vztahu k bisexualitě jsou uvedeny v sekci Zastoupení v lidské populaci.)
Na Kinseyho a jeho sedmibodovou stupnici navázala řada teoretiků, kteří chtěli vytvořit kvalitativnější multidimenzionální nástroj pro zhodnocení sexuální orientace. Jedním z nich byl psychiatr Fritz Klein, který v roce 1978 zveřejnil tzv. Kleinovu stupnici sexuální orientace (Klein Sexual Orientation Grid), v níž zohlednil komplexnost lidské sexuality a všechny nedostatky Kinseyho stupnice (statičnost v čase a omezení se na sexuální chování). Jeho hodnocení sexuální orientace zahrnuje kromě sexuálního chování také sexuální přitažlivost, sexuální fantazie, emocionální a sociální preference, životní styl a sebeidentifikaci. Vše je navíc posuzováno z hlediska minulosti, současnosti a ideálního stavu (budoucnosti).

### Bisexualita v různých koncepcích sexuální orientace
Existuje několik koncepcí sexuální orientace, přičemž v každé z nich je bisexualita chápána jinak.

#### Dichotomická koncepce
Dichotomická koncepce, někdy též označovaná jako binární, předpokládá existenci dvou navzájem protikladných a ohraničených kategorií. Sexuologové Blumstein a Schwartzová v roce 1977 pojmenovali tři dichotomie strukturující západní chápání sexuality. Jsou jimi pohlaví (žena × muž), gender (maskulinní × feminní) a sexuální orientace či preference (heterosexuální × homosexuální). Zařazení do jednotlivých kategorií pak probíhá na principu výlučnosti; pakliže jedinec splňuje daná kritéria, je zařazen. Bisexualita však takovouto výlučnost nesplňuje, a proto je její existence, coby samostatné sexuální orientace a identity, v dichotomické koncepci zpochybňována. Hovoří se pouze o bisexuálním chování, které je chápáno jako specifický projev sexuální aktivit heterosexuálně a homosexuálně orientovaných osob. Takové chování je navíc vysvětlováno různě: jako experimentování, přechodná fáze coming outu u homosexuálů, ego-dystonní homosexualita, situační homosexualita apod.
Tento názor se odráží rovněž v české sexuologii. Podle Jaroslava Zvěřiny sice existují jedinci, kteří nedovedou říci, jaké ze dvou pohlaví preferují, jedná se však prý o extrémně vzácné případy. Spíše se tedy podle něj o bisexualitě v praxi hovoří v souvislosti se sexuálním chováním a někdy se též za bisexuály označují homosexuálové, „aby existenci své orientace učinili sociálně přijatelnější tam, kde se veřejné mínění proti homosexuálním lidem staví nepříliš pozitivně“. Bisexualitu jako svébytnou sexuální orientaci nepovažují ani Petr Weiss a Radim Uzel, kteří se v tomto ohledu vyjádřili následovně:
Petr Weiss: „Domnívám se, že bisexualita neexistuje. Určitě ale existuje bisexuální chování. Homosexuální orientace je totiž pro mnoho jedinců natolik nepřijatelná, že se celoživotně pokoušejí o adaptaci na většinovou sexualitu. Většina mužů i žen, kteří mají sexuální styky s příslušníky obou pohlaví, jsou dle mých zkušeností právě ego-dystonní homosexuálové, tedy lidé, kteří nepřijímají svou homosexuální orientaci a pokoušejí se ji změnit.“

Radim Uzel: „Bisexualita je mýtus. Občasné lovení ve vodách pohlaví, které není vlastní mé přirozenosti, je způsobeno buď tlakem situace, nerozhodností, nebo zvídavým experimentováním. Bisexuálové jsou většinou homosexuálové, kteří se ještě nesmířili se svou orientací a často podléhají tlakům svého okolí.“

#### Kontinuální koncepce
Kontinuální koncepci sexuální orientace, někdy též označovanou jako bipolární, poprvé použil na přelomu 40. a 50. let 20. století Alfred Kinsey. Heterosexualita a homosexualita jsou v ní stále chápány jako kategorie protikladné, s tím rozdílem, že již nejsou výlučné, ohraničené a binární. Je tak možné zastávat různé pozice, i bisexuální. Bisexualita je pojata jako kombinace heterosexuálního a homosexuálního chování, případně jako jejich prostřední varianta. Tato koncepce je však jednodimenzionální. To zjednodušeně předpokládá, že člověk, nacházející se na Kinseyho stupnici ve spektru 1 až 5, který je například málo sexuálně přitahován jedním pohlavím, bude silně přitahován druhým pohlavím. Jedinec přitom může být ve skutečnosti málo sexuálně přitahován oběma pohlavími nebo naopak silně sexuálně přitahován oběma pohlavími.

#### Multidimenzionální koncepce
S příchodem multidimenzionální koncepce nastal významný posun v chápání bisexuality ve snaze o komplexnější zachycení lidské sexuality. Na bisexualitu je nahlíženo v širších souvislostech a z jiných perspektiv/dimenzí, tedy nikoliv jen z hlediska sexuálního chování, ale také například sexuální přitažlivosti, sexuálních fantazií, emocionálních a sociálních preferencí, životního stylu a sebeidentifikace (těchto sedm dimenzí použil ve svém modelu výše zmíněný Fritz Klein). Mezi nimi přitom nemusí být deterministický vztah. Jedinec se tak může třeba považovat za bisexuála a z hlediska emocionálních preferencí mít blíže k osobám stejného pohlaví, a přitom žít v heterosexuálním svazku a být výrazněji sexuálně přitahován osobami opačného pohlaví.

#### Ortogonální koncepce

Stormsova teorie sexuální orientace

V ortogonální koncepci jsou maskulinita a feminita (v rámci genderu) a heterosexualita a homosexualita (v rámci sexuální orientace) chápány jako na sobě navzájem nezávislé dimenze. V roce 1980 představil americký psycholog Michael Storms svoji teorii, že sexuální orientace je výslednicí zmíněných dimenzí, vynesených v kartézské soustavě souřadnic, kde homosexualita představuje osu x a heterosexualita osu y. V souladu s ortogonálním pojetím označil John C. Gonsiorek bisexualitu za nezávislou na heterosexualitě a homosexualitě (v kontinuální koncepci je naopak pokládána za jejich kombinaci). Sexuální přitažlivost k jednomu pohlaví nemusí vylučovat sexuální přitažlivost k druhému pohlaví. Sexuální orientaci tak je možné v tomto rámci definovat jako kombinaci individuálního poměru heterosexuality a homosexuality, představujícího dvě nezávislé paralelní dimenze. To umožňuje chápat bisexualitu jako samostatnou sexuální orientaci a identitu.

### Bisexuální coming out
Konceptem rozvoje bisexuální identity se v 80. letech 20. století v San Franciscu zabývali Martin Weinberg, Colin Williams a Douglas Pryor, kteří v roce 1994 představili čtyřfázové schéma rozvoje identity a coming outu. Jde o počáteční zmatení, hledání se a aplikování „nálepky“ bisexuála, zvykání si na identitu a pokračující nejistotu. Jiní teoretici (např. Paula Rodríguez Rus) však podobné modely odmítají s poukazem na to, že coming out je ovlivňován celým množstvím faktorů.

## Zastoupení v lidské populaci
Výzkum zabývající se zastoupením bisexuálních osob v populaci je obtížný jednak z důvodu problematičnosti samotné definice bisexuality a rovněž z metodického hlediska. Jedním z důvodů je rozporuplná akceptace bisexuality jako samostatné orientace výzkumníky. Druhým je skutečnost, že kvantitativní výzkumy často zjišťují spíše sexuální chování, a bisexuálně orientovaní lidé tak spadají do homo- či heterosexuálních kategorií. Naopak o lidech vykazujících obojí sexuální chování nelze vždy říci, že jsou bisexuálně orientováni, neboť může jít jen o náhražkové chování, experimentování a další případy nesouvisející s trvalou orientací jedince. Ve výzkumech sexuálního chování Zvěřiny a Weisse proto číselné údaje o bisexuálech chybí.
Výzkum, který v letech 1938 až 1949 ve Spojených státech provedl již zmíněný Alfred Kinsey, přinesl řadu překvapivých výsledků ve vztahu k bisexualitě. Celkem 37 % mužů a 19 % žen přiznalo alespoň jednu homosexuální zkušenost. Stupněm 3 v Kinseyho stupnici (tj. jako zcela bisexuální) bylo označeno 11,6 % mužů, 7 % svobodných žen a 4 % vdaných žen.
Další rozsáhlý průzkum provedla 70. letech americká sexuoložka Shere Hite (publikován byl v letech 1976 a 1981). Za bisexuálně orientované se v něm označily 4 % mužů a 13 % žen. Jiný průzkum provedli v letech 1983 až 1992 manželé Samuel a Cynthia Janusovi. Své závěry publikovali v roce 1993 a jedním z nich je, že se k bisexuální orientaci přihlásilo 5 % mužů a 3 % žen. V obou dvou případech jsou zmiňovány obdobné metodické výtky, jako v případě Kinseyho zpráv. V roce 1994 byla publikována studie Edwarda Laumanna, Johna Gagnona, Roberta Michaela a Stuarta Michalse, která zvolila náhodný vzorek respondentů. Ukázalo se v ní, že se sexuální identifikace do značné míry liší od sexuálního chování. Jestliže se drtivá většina označila za heterosexuály (97 % mužů a 99 % žen) a minimum za homosexuály (1 % mužů a 2 % žen), zhruba 4 % mužů i žen přiznala, že byla sexuálně přitahována osobami stejného pohlaví a plných 10 % mužů a 4 % žen mělo v průběhu svého života homosexuální zkušenost.
V roce 2002 provedlo americké Národní centrum zdravotnických statistik (National Center for Health Statistics) průzkum zaměřený na sexuální chování. Za bisexuálně orientované se označilo 1,8 % mužů a 2,8 % žen ve věku 18 až 44 let. V roce 2011 srovnal Gary J. Gates, demograf specializující se na LGBT populaci, výsledky devíti průzkumů, provedených v letech 2004 až 2010 ve Spojených státech, Spojeném království, Kanadě, Austrálii a Norsku. Podíl dospělých osob, které se přihlásily k bisexuální orientaci byl následující:
| stát               | rok       | název                                                             | bisexuálové (%) |
| ------------------ | --------- | ----------------------------------------------------------------- | --------------- |
| Austrálie          | 2005      | Australian Longitudinal Study of Health and Relationships         | 0,7             |
| Kanada             | 2005      | Canadian Community Health Survey                                  | 0,8             |
| Norsko             | 2010      | Norwegian Living Conditions Survey                                | 0,5             |
| Spojené království | 2009–2010 | UK Integrated Household Survey                                    | 0,5             |
| USA                | 2004–2005 | National Epidemiological Survey on Alcohol and Related Conditions | 0,7             |
| USA                | 2006–2008 | National Survey of Family Growth                                  | 2,3             |
| USA                | 2008      | General Social Survey                                             | 1,1             |
| USA                | 2009      | California Health Interview Survey                                | 1,4             |
| USA                | 2009      | National Survey of Sexual Health and Behavior                     | 3,1             |

## Symboly hrdosti
Hlavním symbolem bisexuální komunity je vlajka hrdosti bisexuálů či též vlajka bisexuální hrdosti. Poprvé byla představena v prosinci 1998 a sestává ze tří barevných horizontálních pruhů. Horní pruh v purpurové barvě, tvořící asi dvě pětiny vlajky, odkazuje k homosexualitě. Spodní stejně široký pruh v barvě královské modři odkazuje k heterosexualitě. A prostřední levandulový pruh, tvořící zbývající pětinu vlajky, odkazuje k bisexualitě.
Dalším symbolem, využívajícím stejné barevné schéma, jsou dva překrývající se trojúhelníky. Dva velké trojúhelníky barevně opět odkazují k homosexualitě a heterosexualitě, přičemž malý trojúhelník, vzniklý překryvem, odkazuje k bisexualitě. Řadě homosexuálů a bisexuálů však symbol tohoto tvaru vadil, neboť růžové trojúhelníkové nášivky byly za druhé světové války používány nacistickým Německem k označení homosexuálů v koncentračních táborech. Z toho důvodu byl představen alternativní symbol v podobě dvou bisexuálních půlměsíců, které barevně přecházejí z růžové v modrou. Mimo to jsou pro bisexualitu někdy používány různé kombinace genderových symbolů pro muže a ženu.

Vlajka bisexuální hrdosti
Překrývající se trojúhelníky
Půlměsíce
Ženská bisexualita
Mužská bisexualita

Kromě těchto symbolů existuje Bisexuální den hrdosti (oficiálně Celebrate Bisexuality Day), který připadá na 23. září. Poprvé byl slaven v roce 1999 a jeho ustavení bylo reakcí na častou marginalizaci bisexuální komunity a orientace.

## Bisexualita v Česku
Vládní analýza z roku 2007 uvádí, že v České republice fakticky není možné mluvit o existenci bisexuální komunity. Řada bisexuálních žen se integruje do lesbické komunity bez větší potřeby zdůrazňovat svoji odlišnost, tím spíše bisexuální muži, jejichž výskyt je mnohem menší. Nikdy v Česku nevznikla specializovaná organizace či sekce sdružující bisexuální ženy či muže.

## Osobnosti s bisexuální orientací
Bisexuálně žila či se ke své orientaci v minulosti přihlásila celá řada osobností. Z herců se jedná například o Drew Barrymoreovou, Marlona Brando, Joan Crawford, Jamese Deana, Marlene Dietrich, Gretu Garbo, Katharine Hepburn, Judy Garland, Angelinu Jolie, Amandlu Stenberg či Lindsay Lohan. Z hudebníků třeba o Davida Bowieho, Fergie, Felixe Jaehna, Lady Gaga, Miley Cyrus nebo Keshu. Z dalších umělců lze jmenovat kupříkladu výtvarníka Andyho Warhola, dirigenta a skladatele Leonarda Bernsteina a malířky Fridu Kahlo a Tamaru de Lempicku. Mezi spisovateli se jednalo například o Williama S. Burroughse, George Gordona Byrona, Williama Somerseta Maughama, Vitu Sackville-Westovou či Virginii Woolfovou. Dále pak mimo jiné o vědce Alfreda Kinseyho a módního návrháře Calvina Kleina.
V České republice vešla v roce 1999 do povědomí veřejnosti kandidatura podnikatele Václava Fischera do Senátu. V předvolební kampani se objevily billboardy „Homosexuál v Senátu? Proč ne. Václav Fischer do Senátu. Čtyřprocentní menšina“ a Fischer v rozhovoru pro Mladou frontu DNES reagoval: „Moje orientace je bohatší. Můj život doprovodilo mnoho žen a také několik mužů a já jsem se tím nikdy netajil (…) Žít v pravdě je velmi důležité. A já bych to přál hodně lidem, dokonce i řadě politiků ve světě, kteří třeba s obdobným, řekněme neobvyklým bisexuálním zaměřením procházejí životem.“

## Bisexualita u zvířat
Bisexuální chování bylo pozorováno u celé řady živočichů. U savců šlo o mimo jiné o šimpanze bonobo (Pan paniscus), makaky červenolící (Macaca fuscata) a řadu zástupců čeledi delfínovití (Delphinidae) – například kosatky dravé (Orcinus orca), delfíny skákavé (Tursiops truncatus), delfíny dlouholebé (Stenella longirostris), plejtvákovce šedé (Eschrichtius robustus). U ptactva bylo toto chování zaznamenáno u tučňáků Humboldtových (Spheniscus humboldti). Zjištěno bylo i u některých druhů ryb a ploštěnců (Platyhelminthes).
U řady živočišných druhů dochází ke vzniku sexuálních a nesexuálních svazků mezi jedinci stejného pohlaví, kteří i v situacích, kdy mají možnost pářit se s jedincem opačného pohlaví, volí stejnopohlavní svazek. Mezi tyto druhy patří například gazely, antilopy, bizoni a tetřívek pelyňkový (Centrocercus urophasianus).

## V umění a kultuře

### Filmy a televizní seriály

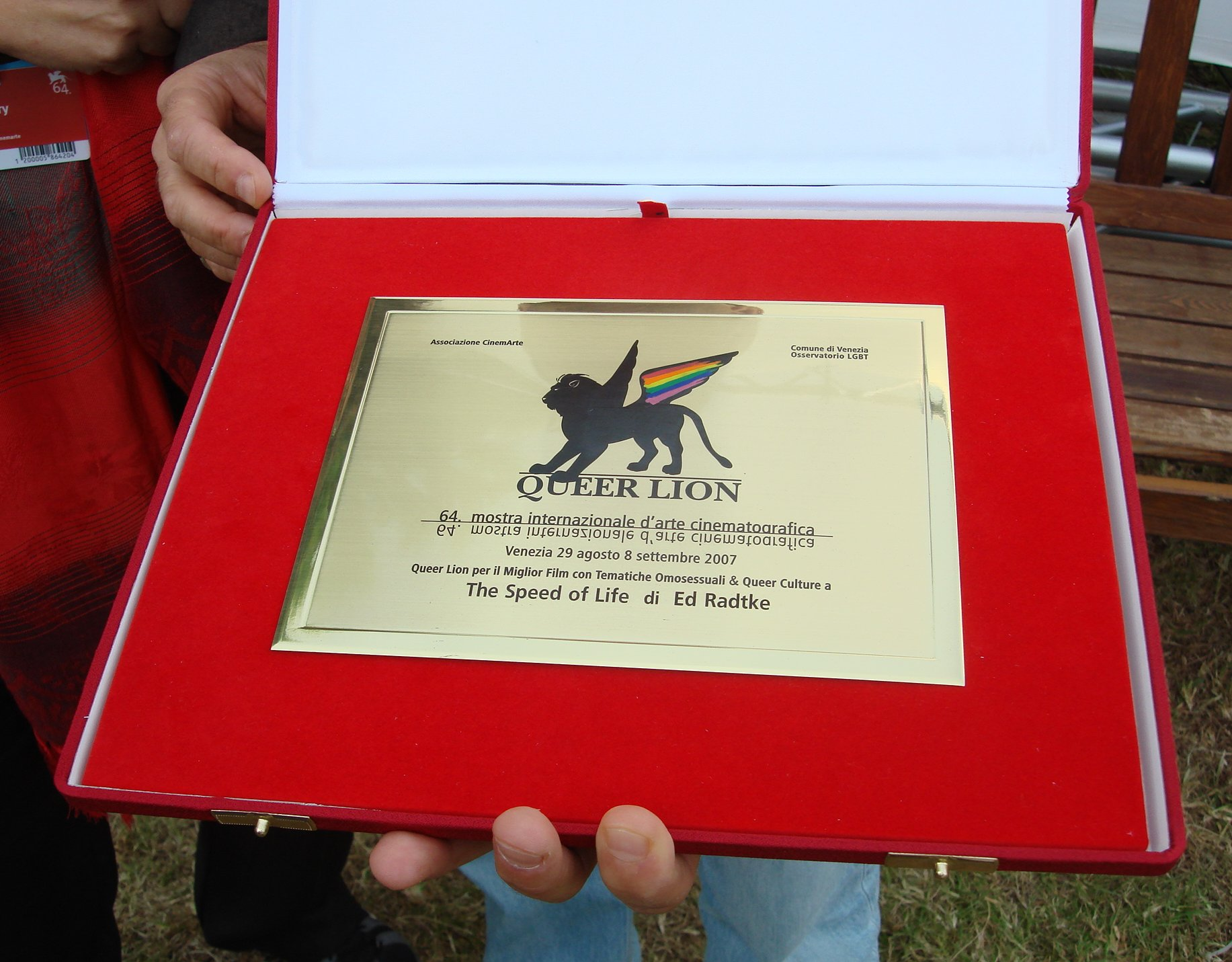
Queerlion je speciální cena udělovaná tvůrcům filmů LGBT proudu na Benátském filmovém festivalu

Motivy bisexuality se objevily mimo jiné ve snímcích Kabaret (1972), Psí odpoledne (1975), Rocky Horror Picture Show (1975), Caravaggio (1986), Henry a June (1990), Základní instinkt (1992), Showgirls (1995), Kniha snů (1996), Hledám Amy (1997), Sametová extáze (1998), Líbat Jessicu Steinovou (2001), Frida (2002), Alexander Veliký (2004), Zkrocená hora (2005), Shortbus (2006) či Černá labuť (2010). V roce 2008 měl premiéru dokumentární film Bi the Way o bisexualitě mladých ve Spojených státech.
Existuje množství filmových festivalů zaměřených na filmovou tvorbu s LGBT tematikou. Patří mezi ně třeba festival Side by Side v Petrohradu, Vancouver Queer Film Festival ve Vancouveru, In&Out v Nice či San Francisco Pride v San Franciscu. V České republice se od roku 2000 koná každoročně filmový festival Mezipatra. Dále jsou udělovány zvláštní ceny za LGBT tvorbu na tradičních filmových festivalech, např. ceny Teddy Award na Berlínském mezinárodním filmovém festivalu, Queerlion na Benátském filmovém festivalu nebo Queer Palm na Filmovém festivalu v Cannes.
Bisexuální orientace se rovněž objevuje u řady postav v televizních seriálech. Patří mezi ně třeba Remy Hadley, známá pod přezdívkou Třináctka, v seriálu Dr. House, Alex Kelly v seriálu O.C. (obě postavy ztvárnila Olivia Wildeová), Callie Torresová v seriálu Chirurgové či Angela Montenegro v seriálu Sběratelé kostí. Z dalších seriálů jde například o Dívka odjinud, Torchwood nebo Hollyoaks.